# Телесто (міфологія)
Телесто (грец. Τελεστώ або Τελεσθώ; англ. Telestho, лат. Telesto — перекладається як успіх) — персонаж давньогрецької міфології, яка уособлювала успіх і досягнення, божественне благословіння у грецькій міфології.
Телесто — океаніда, дочка Океану і Тетії. У творі Гесіода «Теогонія» Телесто згадується: «в плащі шафрановім» (англ. Telesto robed in saffron).
Телесто — прообраз богині Нефели.
На честь богині Телесто названо:
- Природний супутник Сатурна, відкритий космічним апаратом «Вояджер-2» (США, 1980);
- Російська продюсерська кінокомпанія «Телесто».